# 兹德拉夫科·库兹曼诺维奇
兹德拉夫科·库兹曼诺维奇（發音：[zdrǎːʋko kuzmǎːnoʋitɕ]；1987年9月22日—），是一名生於瑞士圖恩的塞爾維亞職業足球員，司職中場。

## 早年
古斯曼奴域在圖恩出生，家人原本居住於南斯拉夫波斯尼亞和黑塞哥維那的莫德里查附近的小村莊，是塞爾維亞於波斯尼亞和黑塞哥維那的海外國民，他承繼家族傳統繼續踢球，他的父親柳博（Љубо）和祖父都曾效力於波斯尼亞和黑塞哥維那球會位於格拉達察奇的格拉達卡奇紅星。他的父親亦曾在柏林踢職業足球，其後在瑞士的圖恩退役，然後繼續居住在瑞士。

## 球會
古斯曼奴域的職業足球生涯在巴素利展開。他在2005/06球季被提拔上一隊，先前他代表過巴素利二隊在瑞士甲一上陣。
2007年1月30日，年僅19歲的古斯曼奴域與費倫天拿簽訂四年半合約。3月4日，他在對拖連奴的賽事中首次於意甲上陣。他後來成為球隊不可或缺的正選球員，在意甲上陣70次，並且在歐洲賽發揮關鍵作用。
2009年8月31日，古斯曼奴域與史特加簽約，據報為期四年。

## 國際賽
2007年初，塞爾維亞足球協會便開始與古斯曼奴域商談代表塞爾維亞上陣的可能性，他在3月同意代表塞爾維亞隊出戰對哈薩克和葡萄牙的賽事。他在以2-3的比分不敵比利時的賽事中首次梅開二度。雖然，他生於圖德並代表過瑞士在青年級別賽事上陣，但他最終決定代表塞爾維亞，並說道：「我是塞爾維亞人，我想將所有東西都獻給我的國家，這是心中的呼聲，我一定要加以聽從。」他在2010年世界盃小組賽對加納的賽事中犯手球，導致對手射入十二碼，並以1-0的比分勝出。
古斯曼奴域曾經代表瑞士U21在2007年歐洲U-21足球錦標賽上陣過一次，因此無法代表塞爾維亞隊於同一賽事中上陣，塞軍最終在決賽不敵荷蘭U21。2007年2月，他獲塞爾維亞隊徵召前，亦曾經在友賽對法國U21的賽事中上陣。

## 國際賽數據
| 國際賽入球 | 國際賽入球     | 國際賽入球         | 國際賽入球 | 國際賽入球 | 國際賽入球 | 國際賽入球         |
| #          | 日期           | 地點               | 對手       | 結果       | 入球       | 性質               |
| ---------- | -------------- | ------------------ | ---------- | ---------- | ---------- | ------------------ |
| 1.         | 2007年8月22日  | 比利時布魯塞爾     | 比利时     | 2–3        | 2–1        | 2008年歐國盃外圍賽 |
| 2.         | 2007年8月22日  | 比利時布魯塞爾     | 比利时     | 2–3        | 3–2        | 2008年歐國盃外圍賽 |
| 3.         | 2009年10月10日 | 塞爾維亞貝爾格萊德 | 羅馬尼亞   | 5–0        | 3–0        | 2010年世界盃外圍賽 |
| 4.         | 2010年3月3日   | 阿爾及利亞阿爾及爾 | 阿尔及利亚 | 0–3        | 0–2        | 友賽               |
| 5.         | 2011年9月6日   | 塞爾維亞貝爾格萊德 | 法罗群岛   | 3–1        | 3–1        | 2012年歐國盃外圍賽 |
| 6.         | 2012年2月28日  | 塞浦路斯利馬索爾   | 亞美尼亞   | 0–2        | 0–1        | 友賽               |

## 外部連結
- （德文）Profile at Swiss Football League (2006–07)[永久]
- （德文）Profile at Swiss FA
- （塞爾維亞文） Profile on Serbian national football team website （页面存档备份，存于）
- （意大利文）Fiorentina profile[永久]
- （英文）兹德拉夫科·库兹曼诺维奇在National-Football-Teams.com的資料